# Алі Шашал Вурал
Алі Шашал Вурал (тур. Ali Şaşal Vural, нар. 10 липня 1990, Конак, Туреччина) — турецький футболіст, воротар клубу «Сівасспор».

## Ігрова кар'єра

### Клубна
Алі Вурал почав займатися футболом за сприяння свого старшого брата у віці 13 - ти років. Воротар є вихованцем академії клубу «Алтай» з міста Ізмір. Свою першу гру на професійному рівні Вурал провів 8 травня 2010 року у турнірі Першої ліги чемпіонату Туреччини.
Влітку 2014 року футболіст перейшов до клубу «Ескішехірспор» і у вересні 2014 року дебютував у матчах Суперліги. У клубі Вурал провів два сезони і в 2016 році перейшов до іншого клубу Суперліги «Сівасспор». З яким у 2022 році виграв Кубок Туреччини.

### Збірна
У 2015 році Алі Вурал отримав виклик до національної збірної Туреччини на товариські матчі але на роле того разу не виходив.

## Титули
Сівасспор
 Переможець Кубка Туреччини: 2021/22